# Helichrysum summo-montanum
Helichrysum summo-montanum là một loài thực vật có hoa trong họ Cúc. Loài này được I.Verd. mô tả khoa học đầu tiên năm 1933.